# Кононюк, Артём Андреевич
Артём Андре́евич Кононю́к (19 декабря 1989, Рязань) — российский гребец-байдарочник, выступает за сборную России с 2005 года. Бронзовый призёр чемпионата мира, многократный победитель национальных и молодёжных регат. На соревнованиях представляет Рязанскую область, мастер спорта международного класса.

## Биография
Артём Кононюк родился 19 декабря 1989 года в Рязани. Учился в средней общеобразовательной школе № 39, активно заниматься греблей начал в возрасте четырнадцати лет. Проходил подготовку в местной специализированной детско-юношеской спортивной школе олимпийского резерва под руководством заслуженных тренеров В. В. Тебенихина и Н. Ю. Тебенихиной. Первого серьёзного успеха добился в 2005 году, когда попал в число призёров юношеского европейского олимпийского фестиваля — с этого момента стал попадать в основной состав российской национальной сборной.
На взрослом уровне Кононюк заявил о себе в сезоне 2009 года, сначала он дошёл до финала молодёжного чемпионата Европы, а затем удостоился права защищать честь страны на взрослом чемпионате мира в канадском Дартмуте, где завоевал бронзовую медаль в зачёте байдарок-одиночек на дистанции 200 метров, уступив лидерство спортсменам из Германии и Украины. В 2012 году стал чемпионом России в двухсотметровой программе среди одиночек и среди двоек, съездил на чемпионат Европы в хорватский Загреб и занял там пятое место в зачёте одноместных байдарок на дистанции 500 метров. Будучи студентом, принял участие в летней Универсиаде 2013 года в Казани, в четырёхместном экипаже с такими гребцами как Кирилл Ляпунов, Александр Николаев и Олег Харитонов обошёл всех своих соперников и завоевал награду золотого достоинства. За эти достижения удостоен звания мастера спорта международного класса.
Имеет два высших образования, окончил Башкирский институт физической культуры (тренер-преподаватель) и Рязанский государственный университет имени С. А. Есенина (отделение рекламы). Является спортсменом-инструктором специализированной детско-юношеской спортивной школы олимпийского резерва «Олимпиец». Награждён медалью Губернатора Рязанской области «За наивысшие достижения», «Благодарность от земли Рязанской», грамотой Президента России. Неоднократно входил в число лучших спортсменов Рязанской области.